# Код Бодо
Код Бодо́ (англ. Baudot code) — цифровий синхронний 5-бітний код. Пізніше він став міжнародним стандартом CCITT-1 (ITA-1). На його основі був розроблений код CCITT-2, що став стандартом у телеграфі. Задля пристосування коду Бодо до телеграфного кодування кирилиці його було доповнено, так виник код МТК-2.

## Первинний код Бодо
Код розробив Жан Еміль Бодо у 1870 р. для свого телеграфу. Код вводився спеціальною п'ятикнопковою клавіатурою, натискання клавіші чи відсутність натискання відповідало передаванню чи непередаванню одного символа в п'яти-бітному коді. Найбільша швидкість передачі — трохи понад 190 знаків на хвилину (16 біт за секунду; чи 4 боди).
У коді Бодо елементами є посилка чи відсутність посилки однакової тривалості та абсолютної величини, але різної полярності. Код Бодо є рівномірним, кожній букві відповідає п'ять елементарних знаків. Всього комбінацій можна скласти 25=32 . Для збільшення кількості знаків в апаратах Бодо застосовується другий регістр також з 32 знаками.
| Керівні символи |                                 |                                 |                                 |                                 |                                 |                                 |                                 |                                 |                                 |                                 |                                 |
| o. ...          | пробіл, перейти до таблиці букв | пробіл, перейти до таблиці букв | пробіл, перейти до таблиці букв | пробіл, перейти до таблиці букв | пробіл, перейти до таблиці букв | пробіл, перейти до таблиці букв | пробіл, перейти до таблиці букв | пробіл, перейти до таблиці букв | пробіл, перейти до таблиці букв | пробіл, перейти до таблиці букв | пробіл, перейти до таблиці букв |
| .o ...          | пробіл, перейти до таблиці цифр | пробіл, перейти до таблиці цифр | пробіл, перейти до таблиці цифр | пробіл, перейти до таблиці цифр | пробіл, перейти до таблиці цифр | пробіл, перейти до таблиці цифр | пробіл, перейти до таблиці цифр | пробіл, перейти до таблиці цифр | пробіл, перейти до таблиці цифр | пробіл, перейти до таблиці цифр | пробіл, перейти до таблиці цифр |
| oo ...          | видалити останній знак          | видалити останній знак          | видалити останній знак          | видалити останній знак          | видалити останній знак          | видалити останній знак          | видалити останній знак          | видалити останній знак          | видалити останній знак          | видалити останній знак          | видалити останній знак          |
|                 |                                 |                                 |                                 |                                 |                                 |                                 |                                 |                                 |                                 |                                 |                                 |
| Таблиця літер   | Таблиця літер                   | Таблиця літер                   | Таблиця літер                   | Таблиця літер                   |                                 |                                 | Таблиця цифр                    | Таблиця цифр                    | Таблиця цифр                    | Таблиця цифр                    | Таблиця цифр                    |
| .. o..          | A                               |                                 | oo o..                          | K                               |                                 |                                 | .. o..                          | 1                               |                                 | o. o..                          | .                               |
| .. oo.          | É                               |                                 | oo oo.                          | L                               |                                 |                                 | .. .o.                          | 2                               |                                 | o. .o.                          | 9/                              |
| .. .o.          | E                               |                                 | oo .o.                          | M                               |                                 |                                 | .. ..o                          | 3                               |                                 | o. ..o                          | 7/                              |
| .. .oo          | I                               |                                 | oo .oo                          | N                               |                                 |                                 | .. o.o                          | 4                               |                                 | o. o.o                          | 2/                              |
| .. ooo          | O                               |                                 | oo ooo                          | P                               |                                 |                                 | .. ooo                          | 5                               |                                 | o. ooo                          | '                               |
| .. o.o          | U                               |                                 | oo o.o                          | Q                               |                                 |                                 | .. oo.                          | 1/                              |                                 | o. oo.                          | :                               |
| .. ..o          | Y                               |                                 | oo ..o                          | R                               |                                 |                                 | .. .oo                          | 3/                              |                                 | o. .oo                          | ?                               |
|                 |                                 |                                 |                                 |                                 |                                 |                                 |                                 |                                 |                                 |                                 |                                 |
| .o ..o          | B                               |                                 | o. ..o                          | S                               |                                 |                                 | .o o..                          | 6                               |                                 | oo o..                          | (                               |
| .o o.o          | C                               |                                 | o. o.o                          | T                               |                                 |                                 | .o .o.                          | 7                               |                                 | oo .o.                          | )                               |
| .o ooo          | D                               |                                 | o. ooo                          | V                               |                                 |                                 | .o ..o                          | 8                               |                                 | oo ..o                          | -                               |
| .o .oo          | F                               |                                 | o. .oo                          | W                               |                                 |                                 | .o o.o                          | 9                               |                                 | oo o.o                          | /                               |
| .o .o.          | G                               |                                 | o. .o.                          | X                               |                                 |                                 | .o ooo                          | 0                               |                                 | oo ooo                          | +                               |
| .o oo.          | H                               |                                 | o. oo.                          | Z                               |                                 |                                 | .o oo.                          | 4/                              |                                 | oo oo.                          | =                               |
| .o o..          | J                               |                                 | o. o..                          | -                               |                                 |                                 | .o .oo                          | 5/                              |                                 | oo .oo                          | £                               |

## CCITT-2
У 1901 Дональд Мюррей переробив код Бодо, змінив порядок знаків і додав деякі додаткові знаки. Це було пов'язане з винаходом клавіатури для телеграфного апарату. Тепер порядок кодів був не пов'язаний з вимогами зручності оператора, і вони були перевпорядковані, щоб мінімізувати знос устаткування при перемиканнях. Комбінації, що використовуються найчастіше, мають менше «позначок» (одиниць) і більше «проміжків» (нулів). Загальні принципи — п'яти-бітне кодування і використання літерного та цифрового регістрів — залишилися незмінними. Модифікація нового коду була прийнята в 1932 р. як стандарт ITA2 (CCITT-2).